# Seita dos Revolucionários

Intervenção policial em motins da Grécia em 2008

A Seita dos Revolucionários (em grego: Σέχτα των Επαναστατών, Sekhta ton Epanastaton; também citada como Seita de Revolucionários) é um grupo terrorista grego de orientação esquerdista. Tornaram-se conhecidos em fevereiro de 2009 ao divulgar uma ameaça de assassinar policiais do país. Também foram ligados a um ataque feito por homens armados à sede do canal Alter TV, no qual não houve vítimas.
Em junho de 2009 seus integrantes assassinaram um policial da força anti-terrorista, logo em seguida aos distúrbios de 2008; após o ataque, o grupo divulgou uma declaração em que diziam: "Jornalistas, desta vez viemos às suas portas, mas na próxima vez vocês nos encontrarão dentro de suas casas."
O grupo foi responsabilizado em julho de 2010 pelo assassinato do jornalista investigativo Sokratis Giolias.